# یواس‌اس کوگلان (دی‌دی-۶۰۶)
یواس‌اس کوگلان (دی‌دی-۶۰۶) (به انگلیسی: USS Coghlan (DD-606)) یک کشتی بود که طول آن ۳۴۷ فوت ۹ اینچ (۱۰۵٫۹۹ متر) بود. این کشتی در سال ۱۹۴۲ ساخته شد.